# Sōichirō Honda
Sōichirō Honda 本田 宗一郎 (Hamamatsu, 17 novembre 1906 – Shizuoka, 5 agosto 1991) è stato un ingegnere e imprenditore giapponese, fondatore e primo presidente della Honda.

## Biografia
Figlio di un meccanico di biciclette, iniziò il suo apprendistato di meccanica nell'officina del padre, per poi trasferirsi, nel 1922, a Tokyo, dove lavorò come garzone in un garage fino al 1928. 
Nel 1937 fondò una prima azienda, la “Tokai Seiki”, che produceva fasce elastiche per pistoni  e che divenne fornitrice della Toyota.
Al termine della Seconda guerra mondiale Honda intuì che la scarsità di benzina avrebbe richiesto soluzioni di minore impatto economico e trasformò l'azienda in produttrice di telai e motori per motocicli. Nel 1948 investì tutti i suoi risparmi per aprire una nuova azienda, la Honda. Nel 1959 sbarcò negli Stati Uniti, aprendo una campagna pubblicitaria che lo portò a vendere 100 000 moto in un anno. Le sue opere cambiarono il concetto di motocicletta in tutto il mondo.
Honda lasciò la presidenza dell'azienda nel 1973 e morì nell'agosto 1991; oggi riposa nel cimitero Fuji di Oyama.